# Paydriver

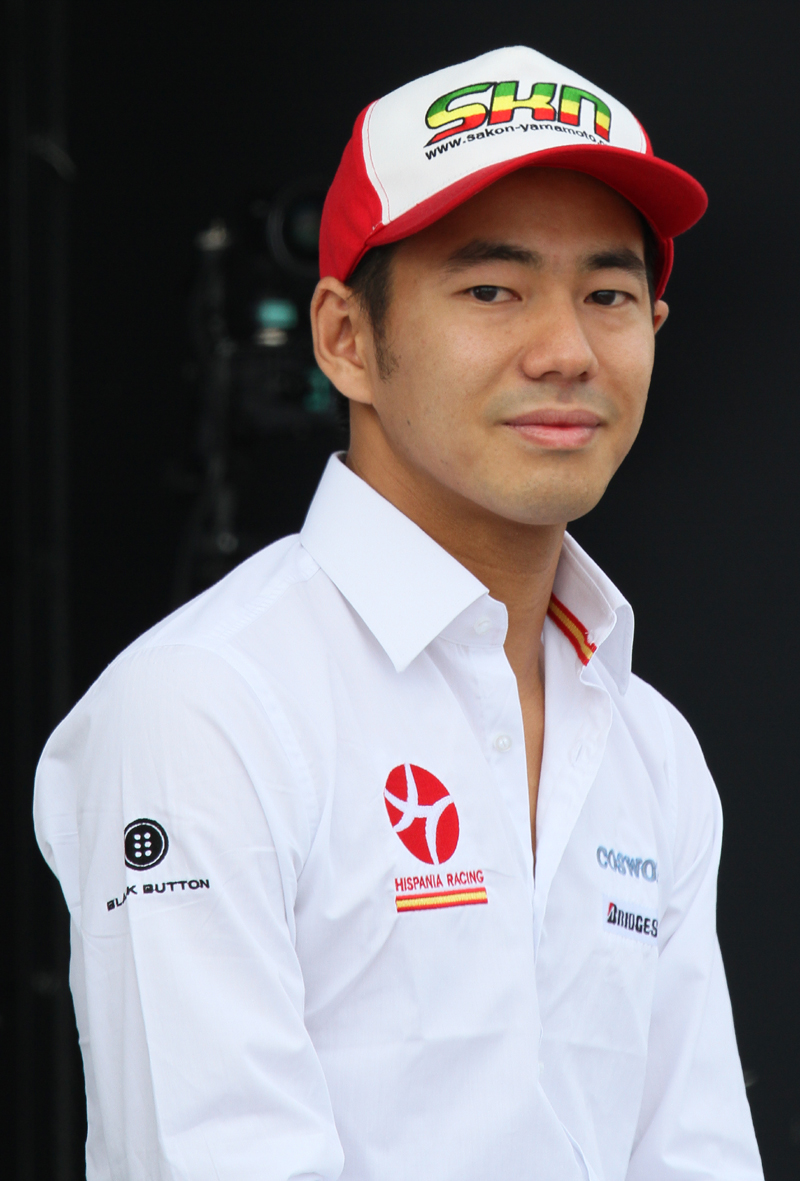
Hielt das Team HRT 2010 mit seinen Sponsorgeldern am Leben: Sakon Yamamoto

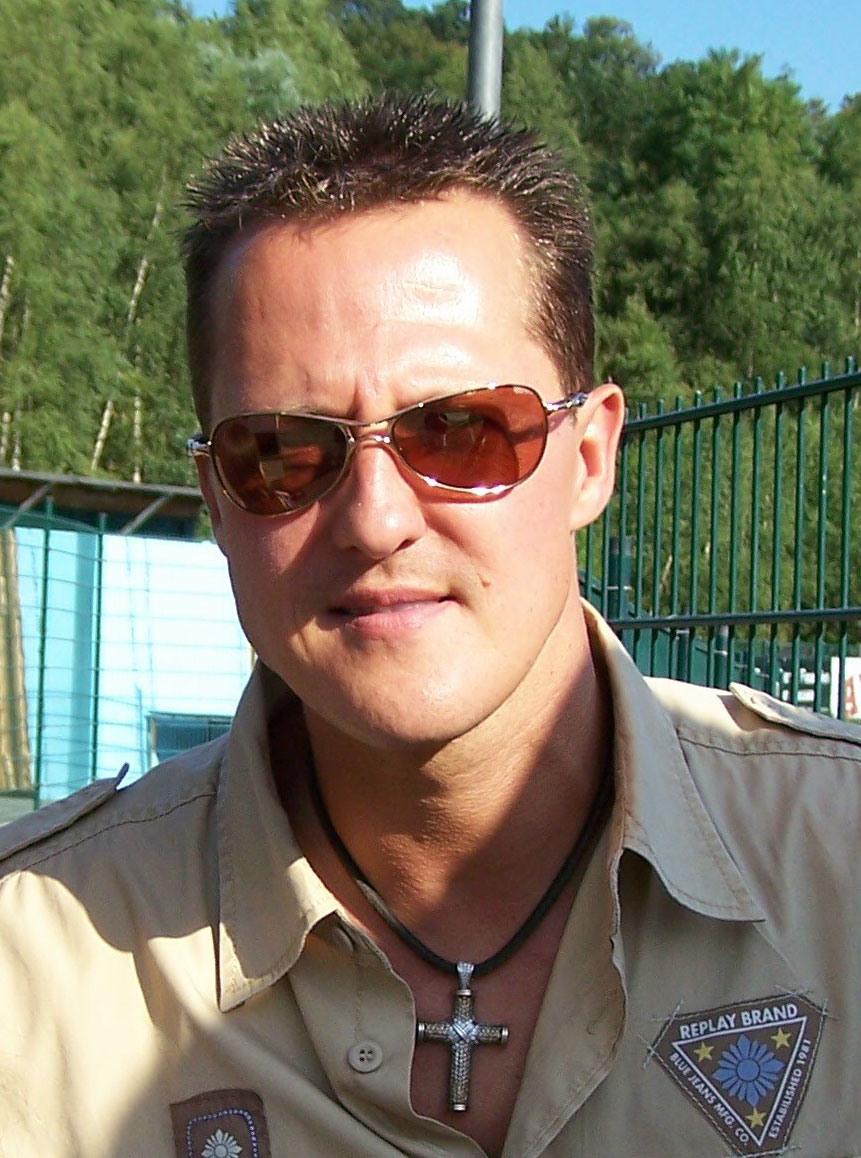
Musste 1991 für sein erstes Formel-1-Rennen 150.000 £ an Jordan zahlen: Der spätere siebenfache Formel-1-Weltmeister Michael Schumacher

Ein Paydriver (dt. Bezahlfahrer) ist ein Rennfahrer für ein professionelles Autorennteam, der durch eigene Sponsoren (Kontakte zur Industrie bzw. durch die Familie) selbst Geld mit in das Team bringt, um den Betrieb des Rennstalls aufrechtzuerhalten. Im engeren Sinne wird dabei häufig davon ausgegangen, dass der angesprochene Fahrer ohne finanzielle Unterstützung keine Anstellung beim angesprochenen Team finden würde.

## Hintergründe
Die Finanzierung eines Rennteams basiert häufig auf mehreren Säulen. Die bekannteste ist das Sponsoring, also die direkte Unterstützung und Förderung durch ein Unternehmen. Die klassische Werbung, also reines Platzieren von Logo oder Produkten, bildet eine weitere Basis. In den Top-Rennserien, wie Formel 1, DTM oder WRC, engagieren sich oft Großkonzerne über eigene Werksteams. Erfolgreiche Topteams können aufgrund des Bekanntheitsgrades und der damit verbundenen höheren Einnahmen oft Spitzenfahrer einkaufen und Spitzengehälter zahlen.
Bei vielen Teams sind die Paydriver ein Teil der Finanzierung. Da viele Fahrer oft über Jahre eine Beziehung zu einem Stammsponsor oder vielleicht sogar zu einem reinen Förderer aufgebaut haben, besteht für diese Fahrer die Möglichkeit, sich in ein Team „einzukaufen“. Hier wird in der Regel nicht ein Anteil des Rennteams erworben, sondern das Recht, für dieses Team für einen begrenzten Zeitraum zu starten.
In Breitensport-Rennserien wie der VLN ist es durchaus üblich, dass professionelle Teams Fahrzeuge aufbauen, um sie Paydrivern zur Verfügung zu stellen. Hier ist dies sogar ein eigenes Geschäftsmodell.
Auch in der Formel 1 ist die Verpflichtung von Paydrivern ein gängiges Geschäftsmodell, das bereits seit Jahrzehnten praktiziert wird. Für Christian Horner, den Chef des Rennstalls Red Bull Racing, geht es bei der Auswahl der Fahrer „immer darum, die richtige Balance aus finanziellen Erwägungen und dem Talent des Fahrers zu finden“.
Der Umstand, dass sich ein Fahrer mit Geld in ein Motorsportteam einkauft, sagt nicht automatisch etwas über fehlende oder vorhandene Fähigkeiten aus. Zwar kamen zahlreiche Paydriver insbesondere in der Formel 1 nur zu einzelnen Einsätzen. Als Beispiele seien hier Giovanni Lavaggi (Pacific 1995 und Minardi 1996), Philippe Adams (Team Lotus 1994) oder Jean-Denis Delétraz (Larrousse 1994) genannt. Pastor Maldonado kaufte sich 2011 mit finanzieller Unterstützung von Petróleos de Venezuela bei Williams F1 ein und wurde in den Medien vielfach als „klassischer Paydriver“ bezeichnet.
Andererseits gelang es einer Reihe von Fahrern, die ihre Formel-1-Karriere als Paydriver begannen, durch überzeugende Leistungen in technisch unterlegenen Teams auf sich aufmerksam zu machen und sich langfristig an etablierte Rennställe zu binden. Einige von ihnen konnten später sogar die Formel-1-Weltmeisterschaft gewinnen. Beispiele hierfür sind Michael Schumacher, Fernando Alonso oder Damon Hill, die sich zu Beginn ihrer Formel-1-Karrieren bei neuen oder erfolglosen Teams wie Jordan Grand Prix (Schumacher), Minardi (Alonso) oder Brabham (Hill) einkauften. Schumacher und Alonso wurden allerdings bereits sehr früh von Automobilherstellern finanziell unterstützt. Auch Niki Lauda kaufte sich 1972 mit einem Kredit der Raiffeisenbank in Höhe von zwei Millionen Schilling in ein Cockpit bei March ein. 
Nach Ansicht von Christian Danner ist der Begriff des Paydrivers heute ein Schimpfwort. Vielfach wird darauf hingewiesen, dass auch etablierte Fahrer bei einem Wechsel in ein neues Team Sponsoren mit hinüberziehen und so ihren Wechsel für das neue Team auch finanziell unterstützen. Als Beispiel wird Fernando Alonso genannt: Sein Wechsel zur Scuderia Ferrari im Jahr 2010 führte dazu, dass einige spanische Sponsoren wie die Banco Santander nunmehr das italienische Team unterstützten.